# 东望山乡
东望山乡，是中华人民共和国河北省张家口桥东区下辖的一个乡镇级行政单位。
东望山乡原属宣化县，2016年1月划归张家口市桥东区管辖。

## 行政区划
东望山乡下辖以下地区：
东望山村、常峪口村、周顶屯村、果子沟村、张坎庄村、南沟村、南湾村、西望山村、李家窑村、辛窑村、青边口村、东疃村、张全庄村、郭隆庄村、元子河村、大营盘村、小营盘村和葛峪堡村。